# Ramón Miérez
Ramón Nazareno Miérez (ur. 13 maja 1997 w Resistencii) – argentyński piłkarz występujący na pozycji napastnika w chorwackim klubie NK Osijek.

## Statystyki kariery
Aktualne na dzień 31 lipca 2022
| Klub               | Sezon              | Liga               | Liga    | Liga   | Puchar kraju | Puchar kraju | Kontynentalne | Kontynentalne | Suma    | Suma   |
| Klub               | Sezon              | Poziom             | Występy | Bramki | Występy      | Bramki       | Występy       | Bramki        | Występy | Bramki |
| ------------------ | ------------------ | ------------------ | ------- | ------ | ------------ | ------------ | ------------- | ------------- | ------- | ------ |
| CA Tigre           | 2016               | Superliga          | 2       | 1      | 1            | 0            | —             | —             | 3       | 1      |
| CA Tigre           | 2016/17            | Superliga          | 20      | 2      | 1            | 0            | —             | —             | 21      | 2      |
| CA Tigre           | 2017/18            | Superliga          | 8       | 1      | 0            | 0            | —             | —             | 8       | 1      |
| CA Tigre           | Łącznie            | Łącznie            | 30      | 4      | 2            | 0            | 0             | 0             | 32      | 4      |
| Istra (wyp.)       | 2018/19            | 1. HNL             | 22      | 9      | 1            | 1            | —             | —             | 23      | 10     |
| Deportivo Alavés   | 2019/20            | La Liga            | 0       | 0      | 0            | 0            | —             | —             | 0       | 0      |
| CD Tenerife (wyp.) | 2019/20            | La Liga 2          | 20      | 1      | 0            | 0            | —             | —             | 20      | 1      |
| NK Osijek (wyp.)   | 2020/21            | 1. HNL             | 31      | 22     | 3            | 1            | 1             | 0             | 35      | 23     |
| NK Osijek          | 2021/22            | 1. HNL             | 28      | 3      | 4            | 1            | 4             | 0             | 36      | 4      |
| NK Osijek          | 2022/23            | 1. HNL             | 3       | 0      | 0            | 0            | 2             | 0             | 5       | 0      |
| NK Osijek          | Łącznie            | Łącznie            | 62      | 25     | 7            | 2            | 7             | 0             | 76      | 27     |
| Łącznie w karierze | Łącznie w karierze | Łącznie w karierze | 134     | 39     | 10           | 3            | 7             | 0             | 151     | 42     |

## Sukcesy

### Klubowe
NK Osijek
- Wicemistrzostwo Chorwacji (1×): 2020/2021

### Indywidualne
- Król strzelców 1. HNL (1×): 2020/2021